# Lijst van Europarlementariërs voor de ARP
Een overzicht van leden van het Europees Parlement voor de Anti-Revolutionaire Partij (ARP).
| Lid van het Europees Parlement    | Begindatum        | Einddatum        |
| --------------------------------- | ----------------- | ---------------- |
| Barend Biesheuvel                 | 7 maart 1961      | 24 juli 1963     |
| Jaap Boersma                      | 8 mei 1967        | 6 juli 1971      |
| Kees Boertien                     | 8 mei 1967        | 6 juli 1971      |
| Sieuwert Bruins Slot              | 10 september 1952 | 22 februari 1955 |
| Wilhelm Friedrich de Gaay Fortman | 13 maart 1978     | 15 juli 1979     |
| Cees Hazenbosch                   | 6 mei 1955        | 10 januari 1961  |
| Jan de Koning                     | 22 september 1971 | 19 december 1977 |
| Willem Rip                        | 10 september 1952 | 8 februari 1959  |
| Jacqueline Rutgers                | 14 oktober 1963   | 8 mei 1967       |